# Jessica Ramsey
Jessica Ramsey (* 26. Juli 1991 in Boynton Beach, Florida) ist eine US-amerikanische Leichtathletin, die sich auf das Kugelstoßen spezialisiert hat.

## Sportliche Laufbahn
Jessica Ramsey studierte von 2010 bis 2014 an der Western Kentucky University und gewann dann 2018 mit einer Weite von 17,80 m die Bronzemedaille im Kugelstoßen bei den NACAC-Meisterschaften in Toronto hinter ihrer Landsfrau Maggie Ewen und Cleopatra Borel aus Trinidad und Tobago. Im Jahr darauf nahm sie an den Panamerikanischen Spielen in Lima teil und sicherte sich auch dort mit 19,01 m die Bronzemedaille, diesmal hinter der Jamaikanerin Danniel Thomas-Dodd und Brittany Crew aus Kanada. 2021 nahm sie an den Olympischen Sommerspielen in Tokio teil und erreichte dort das Finale, brachte dort aber keinen gültigen Versuch zustande. Anschließend siegte sie mit 19,21 m beim Ed Murphey Classic. Im Jahr darauf wurde sie bei der Doha Diamond League mit 18,99 m Dritte und siegte mit 18,90 m beim New York Grand Prix. Im August gewann sie bei den NACAC-Meisterschaften in Freeport mit 18,74 m die Bronzemedaille hinter der Kanadierin Sarah Mitton und ihrer Landsfrau Jessica Woodard. 2024 siegte sie mit 18,90 m beim NACAC New Life Invitational und im Jahr darauf wurde sie bei den Hallenweltmeisterschaften in Nanjing mit 17,81 m Elfte. 
2021 wurde Ramsey US-amerikanische Meisterin im Kugelstoßen. 

## Persönliche Bestleistungen
- Kugelstoßen: 20,12 m, 24. Juni 2021 in Eugene
- Hammerwurf: 70,41 m, 23. Juni 2018 in Des Moines